# Moeche
Moeche es un municipio de España en la provincia de La Coruña, comunidad autónoma de Galicia. Pertenece a la comarca de Ferrol.

## Etimología
El nombre procede del latín (villa) Modesti, forma en genitivo de Modestus.

## Geografía humana

### Demografía
Cuenta con una población de 1200 habitantes (INE 2024).
| Gráfica de evolución demográfica de Moeche entre 1842 y 2021                                                          |
| |
| Población de derecho según los censos de población del INE. Población de hecho según los censos de población del INE. |

## Parroquias
Parroquias que forman parte del municipio:
- Abad (Santiago)
- Labacengos (Santa María)
- Moeche (San Jorge)[4]
- San Juan de Moeche (San Juan)[4]
- Santa Cruz de Moeche (Santa Cruz)[4]

## Economía
| TOTAL                             | 35.824 | 100    |
| Agricultura, ganadería y pesca    | 68     | 17,621 |
| Industria                         | 66     | 17,10  |
| Construcción                      | 50     | 12,95  |
| Servicios                         | 202    | 52,334 |
| - Instituto Galego de Estatística |        |        |